# Miseria e nobiltà
Miseria e nobiltà é um filme italiano de 1954, dirigido por Mario Mattoli, baseado na obra homónima (1888) de Eduardo Scarpetta.

## Sinopse
Felice Sciosciammocca é um escrivão de Nápoles, que comparte a casa com o filho Peppiniello, a companheira Luisella, o amigo Pasquale, fotógrafo ambulante, com a respectiva mulher Concetta e a filha Pupella. Um dia o marquês Eugenio bate à sua porta para lhe pedir um favor; está apaixonado pela bela Gemma, uma bailarina, mas a família opõe-se àquele amor, porque a jovem não é de origem nobre. O pai dela, Don Gaetano, em contrapartida, é um ex-cozinheiro que se tornou muito rico, e ficaria feliz que a filha casasse numa família nobre, mas primeiro quer conhecer os parentes do jovem. O marquês pede a Felice e Pasquale que se façam passar por nobres e apareçam com ele em casa de Gemma. A coisa complica-se porque Peppiniello, farto das afrontas da madrasta e, acima de tudo, pela fome, conseguiu emprego na casa de Don Gaetano graças ao seu amigo Vincenzo, que é mordomo da casa e o faz  passar por seu filho. Para aumentar a confusão, a empregada pessoal de Gemma é a mulher de Felice, que saira de casa por causa das infidelidades do marido e que ignora que Peppiniello é o seu filho, pois já passaram muitos anos. Além disso o pai do marquês Eugenio, Ottavio Favetti, também anda a cortejar a Gemma. 